# Lionel Charles Manners-Smith
Lionel Charles Manners-Smith, britanski general, * 1898, † 1975.